# Sandro Abbate
Sandro Abbate (* 13. August 1979 in Kreuztal) ist ein deutsch-italienischer Autor, Journalist und Texter.

## Leben
Nach einem begonnenen Wirtschaftsstudium in Siegen und einem Volontariat bei einer Siegerländer Werbeagentur war Abbate mehrere Jahre im Marketing und der Werbebranche im Kölner Raum tätig. Nach seinem Studium der Kulturwissenschaften mit literaturwissenschaftlichem Schwerpunkt begann er als freischaffender Autor, Redakteur und Texter zu arbeiten. Heute schreibt er unter anderem zu kulturellen Themen und Literatur für Onlinemagazine und Zeitungen wie der Freitag, Fixpoetry, tell oder das Goethe-Institut in Prag. Darüber hinaus ist er Autor von Sachbüchern zum Thema Marketing und Markenführung und betreibt ein Literaturblog. Sandro Abbate war mehrfach Buchpreisblogger beim Deutschen Buchpreis, der jährlich im Rahmen der Frankfurter Buchmesse verliehen wird, sowie Blogger beim Deutschen Sachbuchpreis.

## Publikationen
- Marken als Sinnstifter: Identitätsbasierte Markenführung als Antwort auf den Wandel. Springer Gabler, Wiesbaden 2014.
- Unternehmenskultur fördern: Sieben Schritte zu einer dynamischen und motivierenden Wertevermittlung. Springer Gabler, Wiesbaden 2014.
- Authentisch und wertorientiert kommunizieren: Wie Sie Ihre Unternehmenskommunikation an Werten ausrichten. Springer Gabler, Wiesbaden 2014.
- Warum ich lese – 40 Liebeserklärungen an die Literatur. (als Herausgeber) Homunculus Verlag, Erlangen 2017.